# Rhopornis ardesiacus
Rhopornis ardesiacus là một loài chim trong họ Thamnophilidae.